# Fort Gibson

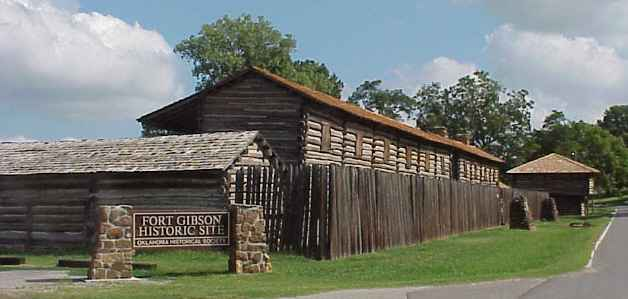
Fort Gibson

Fort Gibson è un antico avamposto militare costruito dall'Esercito degli Stati Uniti nel 1824 alla confluenza del fiume Neosho con l'Arkansas. Al tempo della sua costruzione il forte era situato più a ovest rispetto a qualsiasi altro forte militare esistente. Il suo scopo era quello di proteggere il confine sud-occidentale degli Stati Uniti dopo l'acquisto della Louisiana e mantenere la pace fra le tribù ostili di Cherokee e Osage. Il forte si trova nella città di Fort Gibson nella contea di Muskogee in Oklahoma.
Il 19 dicembre 1960 il sito è stato designato come National Historic Landmark degli Stati Uniti.

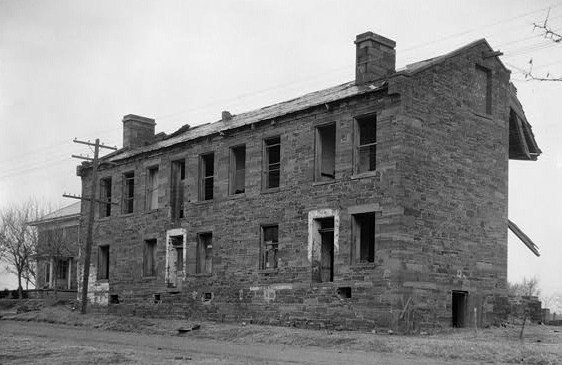
Fort Gibson, edificio della caserma (1934)